# Занзибар север
Северни Занзибар је један од 26 административних региона у Танзанији. Главни град региона је Мкокотони. Регион обухвата северни део острва Занзибар које се налази у Индијском океану 30 км источно од обале Танзаније наспрам региона Танга. Површина региона је 470 km².
Према попису из 2002. године у региону Занзибар север је живело 136 953 становника.

## Дистрикти
Регион Северни Занзибар је административно подељен на 2 дистрикта: Север А и Север Б.